# Mister Nebula
Mr. Nebula es un supervillano de DC Comics creado por Keith Giffen y J. M. DeMatteis durante su período cómico en la Justice League (Liga de la Justicia). Apareció por primera vez en Justice League America N°36 (1990).
Mr. Nebula fue creado como una parodia de la destructiva amenaza planetaria de Marvel Comics Galactus (imitando incluso a su heraldo, Silver Surfer (Surfista plateado), mediante la creación de Scarlet Skier (Esquiador escarlata)). Mr. Nebula viaja por el cosmos en su nebulamóvil, rediseñando mundos enteros según sus caprichos de acuerdo con su inimitable sentido “artístico” para lo que utiliza sus Modificadores de Terreno que pueden cambiar la forma, el color y la textura de cualquier objeto. El único sitio en la Vía Láctea a salvo de la interferencia de Nebula es Las Vegas, Nevada, que ya recibió su aprobación.
- Datos: Q9033704